# Умеркот
Умеркот (урду عمرکوٹ) — місто в пакистанській провінції Сінд, адміністративний центр однойменного округу.

## Географія
Місто розташовано у південно-східній частині Сінду, за 260 кілометрів на північний схід від Карачі, адміністративного центру провінції.

### Клімат
Місто знаходиться у зоні, котра характеризується кліматом тропічних пустель. Найтепліший місяць — травень із середньою температурою 32.8 °C (91 °F). Найхолодніший місяць — січень, із середньою температурою 15.6 °С (60 °F).
| Клімат Умеркота         | Клімат Умеркота | Клімат Умеркота | Клімат Умеркота | Клімат Умеркота | Клімат Умеркота | Клімат Умеркота | Клімат Умеркота | Клімат Умеркота | Клімат Умеркота | Клімат Умеркота | Клімат Умеркота | Клімат Умеркота | Клімат Умеркота |
| Показник                | Січ.            | Лют.            | Бер.            | Квіт.           | Трав.           | Черв.           | Лип.            | Серп.           | Вер.            | Жовт.           | Лист.           | Груд.           | Рік             |
| Середній максимум, °C   | 25              | 29              | 35              | 39              | 42              | 40              | 37              | 35              | 36              | 36              | 32              | 27              | 34              |
| Середня температура, °C | 16              | 20              | 25              | 30              | 33              | 33              | 32              | 30              | 30              | 28              | 23              | 17              | 26              |
| Середній мінімум, °C    | 7               | 10              | 16              | 20              | 25              | 27              | 26              | 25              | 24              | 19              | 13              | 8               | 18              |
| Норма опадів, мм        | 1               | 2               | 2               | 0               | 3               | 20              | 67              | 56              | 31              | 4               | 2               | 1               | 189             |
| ----------------------- | --------------- | --------------- | --------------- | --------------- | --------------- | --------------- | --------------- | --------------- | --------------- | --------------- | --------------- | --------------- | --------------- |
| Джерело: Weatherbase    |                 |                 |                 |                 |                 |                 |                 |                 |                 |                 |                 |                 |                 |

## Демографія
За даними перепису 1998 року чисельність населення становила 35 059 осіб.
Динаміка чисельності населення міста за роками:
| 1998   | 2012   |
| ------ | ------ |
| 35 059 | 41 808 |